# Assetto Corsa
Assetto Corsa – komputerowa gra wyścigowa o charakterze symulacyjnym, wyprodukowana i wydana przez włoskie studio Kunos Simulazioni. Gra została wydana 19 grudnia 2014 roku na platformę PC, PlayStation 4 oraz Xbox One.

## Rozgrywka
W grze umieszczono różne modele licencjonowanych samochodów. Wykonane zostały one na podstawie laserowych skanów, a ich wygląd, parametry techniczne i fizyka jazdy były certyfikowane przez producentów.
Edytor gry umożliwia tworzenie własnych torów wyścigowych i modyfikacji pojazdów.

## Produkcja i wydanie
Prace nad Assetto Corsa rozpoczęły się w 2008 roku. Gra została zapowiedziana 28 grudnia 2011 roku. 25 lutego 2013 roku zostało wydane demo technologiczne gry. Gra została wydana 19 grudnia 2014 roku na platformę PC. 26 sierpnia 2016 roku gra została wydana przez 505 Games na platformy PlayStation 4 oraz Xbox One.

## Kontynuacja
W 2019 roku na PC, a także w 2020 roku na konsolach PS4 i Xbox One ukazała się kontynuacja tytułu - Assetto Corsa Competizione, która jest oficjalną grą serii zawodów Blancpain GT organizowanych przez SRO Motorsports Group. W tej odsłonie nacisk położono przede wszystkim na rywalizację e-sportową.